# Analógia (nyelvészet)
A nyelvészetben az analógia terminus két nyelvi elem között létező olyan alaki vagy tartalmi részleges hasonlóságot nevez meg, amely meghatározza az egyik változását a másik hatására. Gyakran a változás abban áll, hogy rendhagyó alak szabályossá válik a sokkal nagyobb számú ilyen alak hatása alatt, de előfordul az is, hogy szabályos alak válik rendhagyóvá más rendhagyó alak vagy alakok mintájára.
Az analogikus folyamat lehet diakronikus, azaz a nyelvtörténet egyik szakaszában megy végbe, vagy szinkronikus, tehát a nyelv egyidejű állapotában történik, csak egyes beszélők vagy beszélőkategóriák nyelvhasználatában. Jellegzetesen szinkrón jelenségről van szó olyan neki idegen nyelvet használó személy esetében, aki nem sajátította el azt anyanyelvi szinten, vagy olyan gyerek esetében, aki anyanyelvét tanulja.
A nyelvészet történetében az analógia fogalmát főleg a 19. század óta használják. Akkor Wilhelm Scherer  és Hermann Paul , a neogrammatikusoknak  nevezett irányzathoz tartozó nyelvészek a történeti hangváltozásokat tanulmányozták, és arra a következtetésre jutottak, hogy ezek törvényszerűek. Eszerint, egy bizonyos beszédhang, adott fonetikai környezetben, egy bizonyos nyelvben és egy bizonyos időszakban ugyanazon a változáson megy át mindegyik szóban. Azt észlelve, hogy mégis vannak kivételek, az analógia volt az egyik tényező, amellyel magyarázták.
Az analógia a nyelv mindegyik területén megnyilvánul: a fonetikai rendszerben, a morfológiai (alaktani) rendszerben, a szóalkotásban, a szintaktikai (mondattani) szerkezetben. Fontos tényezője a nyelvi változásnak, tehát a nyelvek fejlődésének.
Általában a történeti analogikus változásokat magában foglalja a sztenderd nyelvváltozat, viszont a szinkronikusokat elutasítja.

## A nyelvtörténetben

### Morfológiai analógia
A morfológiai analógiák különösen gyakoriak. Példák néhány nyelvben:
- (magyarul) Valamikor a homok szónak volt egy szinkópás (hangkivetéses) tőváltozata is, a homk-. Idővel ez kihalt, mivel analógia útján a szó bekerült a sokkal több egyetlen tőváltozatú szavak osztályába.[6]
- (angolul) Egyes, az óangol nyelvben rendhagyó egyszerű múlt idő (past simple) alakok szabályosak lettek, pl. healp > helped (a help ’segít’ ige alakja) a sokkal több -ed-re végződő szabályos alak hatására.[2]
- (franciául) Az ófrancia nyelvben az envoyer ’küld’ ige jövő idejű alakja szabályosan envoierai volt, de szabálytalanul enverrai lett a voir ’lát’ ige ugyancsak rendhagyó verrai jövő idejű alak hatására.[7] Az analogikus változás az envoierai [ãvwa're] és a voir [vwar] közötti részleges kiejtési hasonlóság miatt történt.
- (montenegróiul) A nőnemű főnevek többsége egyes szám alanyesetben -a-ra végződik, de egyes női keresztnevek -e-re (pl. Mare, Dese, Ike) analógia útján az -a-ra végződőek -e ragos megszólító esetű alakjával.[8]
- (románul) A latin scio ’tudok’ a román nyelvben a hangváltozások szabályai szerint *șiu [ʃiw] kellett volna legyen, de știu [ʃtiw] lett az ige paradigmája többi alakjának az analógiai nyomása alatt.[3]

#### Szóalkotási analógia
A szókészlet szintjén az analógia a szóalkotásban van jelen. A szóképzés analógiás úton terjed. Például a becézőnév képzési módszere (pl. Ferenc → Feri) átterjedt köznevekre is a bizalmas nyelvi regiszterben, pl. uborka → ubi.
Az angol nyelvben az -ing képző alkotott cselekvésneveket már a nyelv régi szakaszaiban. A modern nyelvben is ez történik új szavak alkotására, pl. xeroxing ’fénymásolás’, a Xerox márkanév alapján. Olykor a szóalkotást az alapszó újraelemzése előzi meg. Például a Hamburger ’hamburgi’ német szót az amerikai angol nyelvben ham ’sonka’ + -burger-ként elemezték, és a második elemmel olyan szavakat alkottak, mint cheeseburger (cheese ’sajt’) vagy turkeyburger (turkey ’pulyka’).
Jövevényszavak a befogadó nyelvbe való illesztésének az egyik eszköze a befogadó nyelv toldalékainak a hozzáadása, az ebben alkalmazott módszerek mintájára. Például idegen szavakból a „foglalkozik valamivel” jelentésű igék egyik képzője az -l: bokszol, parkol, szkennel, menedzsel stb.
A román nyelvben hasonló a módszer. Például a melléknevekből tulajdonságneveket alkotó -itate képzőt régebben olyan jövevényekre alkalmazták, mint timid ’félszeg’ (→ timiditate ’félszegség’), majd egyre több újabbra, mint spectaculos ’látványos’ (→ spectaculozitate ’látványosság’).
Olykor átvesznek olyan idegen összetett szavakat, amelyekben legalább az egyik tag önállóan nem használható szó, de lexikai jelentése van, majd az ilyen tagot analógia útján a nyelvben már régóta létező szóval kombinálják. Ilyen a horvát nyelvben a franciából átvett hipodrom ’lóversenypálya’, amely alapján olyan szó található a horvátban, mint žabodrom (szó szerint ’békaversenypálya’).

### Fonetikai analógia
Van olyan szó, amelynek a hangváltozás szabályai szerint egy bizonyos alakja kellett volna legyen, de megváltozott, mert több, a szemantikai mezejébe tartozó szavak alakja hatott rá. Ilyen a románban a luni ’hétfő’ szó, amely alakja szabály szerint *lune (< latin Lunae) lett volna, ha nem hatott volna rá a marți ’kedd’, miercuri ’szerda’ és vineri ’péntek’ szavak alakja. Ilyesféle analógia jövevényszavakra is érvényes. Ugyancsak a románban az octombrie ’október’ szóba az m azért került be, mert megvan a septembrie ’szeptember’, noiembrie ’november’ és decembrie ’december’ szavakban.

## A nyelv szinkrón állapotában
Olyan nyelvek esetében, amelyeknek van sztenderd változatuk, az analógia változásokat okozhat a sztenderd által szentesített szabályokhoz viszonyítva, ha a nyelvhasználó nem ismeri őket eléggé ilyen vagy olyan okból.
Analógia útján az ilyen nyelvhasználó például szabályossá tesz a sztenderdben létező rendhagyó alakokat. Példák:
- Anyanyelvüket tanuló magyar gyerekek beszédében hallhatók olyan mondatok, mint Kötjed meg a cipőmet, Festjed be a házat, Öltöztets át.[12]
- Egyes angol dialektusokban és nem anyanyelvi nyelvhasználók beszédében a rendhagyó went ’ment’, saw ’látott/látta’ és kneew ’tudott/tudta’ alakok helyett a goed, seed, illetve knowed alakokat lehet hallani, az -ed-re végződő szabályos alakok mintájára.[2]
- A francia nyelvben bizonyos szavak egyes számban -al-ra végződnek, például cheval [ʃval] ’ló’ vagy chacal [ʃakal] ’sakál’. Köztük vannak rendhagyó többes számú alakok, mint chevaux [ʃvo], miközben a szabályos alak a beszédben rendszerint nem különbözik az egyes számú alaktól, mivel a nem kiejtett -s-sel írják. Akik nem ismerik a sztenderd chevaux alakot, többes számban chevals-t írnak és [ʃval]-nak ejtik ki. Egy másik példa a rendhagyó dites [dit] ’mondtok/mondjátok’ alak, amely helyett egyesek disez [di'ze]-t írnak, illetve mondanak, mivel -ez [e] a többes szám második személy ragja majdnem minden ige esetében.[7]

Olyan eset is van, amikor szabályos sztenderd alak rendhagyóvá válik. Ez történik egyes franciául beszélők esetében, akik a szabályos többes számú chacal-t chacaux-vá teszik, mivel úgy tudják, hogy az -al-ra végződő szavak többes számban -aux-ra végződnek. Ez ún. hiperkorrekciós jelenség, „amikor a nyelvhasználók valamelyik nagyobb presztízsű nyelvváltozathoz próbálnak alkalmazkodni, és ebbéli igyekezetükben olyan esetekben is az arra a nyelvváltozatra jellemző alakot használják, amikor az illető nagyobb presztízsű változatot beszélők nem”. A szabályossá tevés is lehet hiperkorrekciós felnőttek beszédében, pl. Moziban megy, Öntjek egy kis teát?
Példa szintaktikai analógiára a következő: az ’emlékszem erre/rá’ szerkezetnek a francia sztenderd szerint két helyes szerkezet felel meg: je m’en souviens és je me le rappelle. Analógia útján az első mintájára elterjedt a sztenderd szerint hibás je m’en rappelle.

## A metafora
A metafora analógia útján létrejövő szókép. Úgy dikronikus, mint szinkronikus jelenség.
A nyelvtörténet során számos köznyelvi metafora keletkezett, amelyeket a beszélő már nem érez metaforáknak. Egyesek több nyelvben is ugyanarra a hasonlóságra épülnek, pl. a szék/fotel karjai megvan az angolban (the arms of a chair), a franciában (les bras d’un fauteuil), a németben (die Arme eines Sessels), a portugálban (os braços de uma poltrona), a románban (brațele unui fotoliu) stb.
A műszaki és tudományos nyelv metaforához is folyamodik új fogalmak megnevezésere. Így jelent meg például az angol mouse a számítástechnikában, amelyet egyes nyelvekben lefordítottak, pl. magyar egér vagy francia souris.
A szlengben a metafora szándékosan használt eszköz arra, hogy másként nevezzenek meg fogalmakat, mint a köznyelvben, például:
- (magyarul) kaptár ’börtön’;[19]
- (angolul) snow ’kokain’ (szó szerint ’hó’);[20]
- (franciául) cafetière ’fej’ (szó szerint ’kávéskanna’);[21]
- (románul) bicicletă ’szemüveg’ (szó szerint ’bicikli’).[22]

Szinkronikus jelenség az irodalomban használt metafora, mivel egyéni és alkalmi alkotás, pl. Legyen az Atya dicséretére, amit írok; nemkülönben legyen égő gyertyája az én jó szándékomnak (Tamási Áron: Szirom és Boly).